# 張東路金秋路駅
張東路金秋路駅（ちょうとうろきんしゅうろえき)は中華人民共和国上海市浦東新区張江鎮に位置する張江有軌電車の駅である。

## 駅構造
- 相対式ホーム2面2線の地上駅。

## 駅周辺
- 張江集電港

## 歴史
- 2010年1月1日 - 開業。

## 隣の駅
上海浦東現代有軌交通有限公司
■張江有軌電車
丹桂路張東路駅 - 張東路金秋路駅
座標: 北緯31度13分10秒 東経121度37分43秒 / 北緯31.21957度 東経121.6285度